# Альварес, Кристиан Андрес
Кристиан Андрес Альварес Валенсуэла (исп. Cristián Andrés Álvarez Valenzuela; 20 января 1980, Курико, Чили) — чилийский футболист, защитник. Бронзовый призёр Олимпийских игр 2000 года в Сиднее.

## Карьера

### Клубная
Альварес начал карьеру в клубе «Универсидад Католика», после того, как скауты клуба увидели его игру на чемпионате в его родном городе Курико. В 1997 году в 17 лет он дебютировал в профессиональной команде, отыграв 31 минуту в победной игре против «Коло-Коло». В 1999 году он дебютировал за основной состав в чилийской Примере. В 2002 году он стал чемпионом «Апертуры», сыграв 43 матча и забив 2 гола. 12 октября в чилийском классико после травмы основного вратаря Джонатана Уокера у тренера Хувеналя Ольмоса больше не осталось замен, и Альварес предложил встать в ворота. Шла 71 минута матча, в одолженных футболке и перчатках Альваресу удается парировать одиннадцатиметровый удар нападающего Педро Гонсалеса. Счёт матча завершился вничью 1:1, а он отыграл оставшуюся игру во вратарской футболке.
За шесть сезонов в «Универсидад Католика» Альварес провёл более 170 матчей в чемпионате. В 2005 году он перешёл в аргентинский «Ривер Плейт». 7 августа 2005 года состоялся его дебют в составе «Ривер Плейт», в матче против «Тиро Федераль». По окончании сезона Альварес вернулся в «Универсидад Католика».
В 2007 году Альварес переехал в Израиль в клуб «Бейтар». В матче против «Маккаби» из Нетании Альварес забил гол с 35 метров. Позже этот гол признали голом года. В клубе Альварес дважды выиграл Кубок Израиля. После двух лет в Израиле 19 августа 2009 года он покинул «Бейтар» и подписал контракт с мексиканским «Чьяпасом» на один сезон.
В конце 2010 года он подписал контракт с перуанским «Университарио», однако после половины сезона 24 июня 2011 года он разорвал контракт по взаимному согласию с командой из-за семейных проблем.
30 июня 2011 года Альварес вновь вернулся в клуб «Универсидад Католика», где разделил капитанство команды со своим другом Милованом Мирошевичем.
Альварес был капитаном в историческом для «Универсидад Католика» 2016 году, когда клуб добился первого «бикампеонато» в своей истории, а также выиграл Суперкубок у главного соперника «Универсидад де Чили».
В конце мая 2017 года Альварес продлил контракт с клубом на 6 месяцев и объявил, что в конце года завершит карьеру, но когда наступил декабрь, он решил сыграть ещё один год.
В ноябре 2018 года он сыграл свой последний матч за «Универсидад Католика», попрощавшись с болельщиками, которые скандировали его имя.

### Международная
Он вызывался в юношеские сборные Чили. Его первым международным турниром стал чемпионат Южной Америки до 17 лет в 1996 году. Позже он участвовал на чемпионатах Южной Америки до 20 лет в 1997, 1998 и 1999 годах, сыграв в общей сложности 40 игр за молодёжную сборную Чили.
В 2000 году Альварес в составе олимпийской сборной Чили принял участие в Олимпийских играх в Сиднее. На турнире он сыграл в матчах против команд Марокко, Испании, Нигерии, Южной Кореи, Камеруна и США. 8 октября того же года Альварес дебютировал за национальную сборную Чили в отборочном матче чемпионата мира 2002 года против Эквадора. Он также участвовал в отборочных раундах чемпионатов мира 2006 и 2010 годов. 23 января 2014 года Альварес сыграл свой последний матч за сборную Чили в товарищеской игре против Коста-Рики.

## Личная жизнь
Он сын Луиса Эрнана Альвареса, а его брат Иван Альварес также является футболистом.